# Charles F. Voegelin
Charles F. Voegelin (14 de janeiro de 1906 — 22 de maio de 1986) foi um linguista e antropólogo estadunidense. Ele foi um dos pioneiros nos estudos de línguas indígenas da América do Norte, especialmente as uto-astecas e algonquinas. Voegelin publicou diversos trabalhos acerca das línguas delaware, tübatulabal e do hopi.
Foi orientador de Dell Hymes e Kenneth L. Hale e presidente da Sociedade Linguística da América em 1954. Muitos de seus dados coletados são atualmente propriedade da American Philosophical Society.

## Obras
- Voegelin, Charles F. (1935). «Tübatulabal Grammar». University of California Publications in American Archaeology and Ethnology. 34: 55–190
- Voegelin, Charles F. (1935). «Tubatulabal Texts». University of California Publications in American Archaeology and Ethnology. 34: 191–246
- Voegelin, Charles F. (1958). «Working Dictionary of Tübatulabal». International Journal of American Linguistics. 24 (3): 221–228. doi:10.1086/464459
- Voegelin, Carl & Florence Voegelin. (1941). Map of North American Indian Languages. American Ethnological Society.
- Voegelin, Carl F. 1935. Shawnee Phonemes. Language 11: 23-37.
- Voegelin, Carl F. 1936. Productive Paradigms in Shawnee. Robert H. Lowie, ed., Essays in Anthropology presented to A. L. Kroeber 391-403. Berkeley: University of California Press.
- Voegelin, Carl F. 1938-40. Shawnee Stems and the Jacob P. Dunn Miami Dictionary. Indiana Historical Society Prehistory Research Series 1: 63-108, 135-167, 289-323, 345-406, 409-478 (1938–1940). Indianapolis
- Voegelin, Carl F.; Florence M. Voegelin. 1957. Hopi domains: A lexical approach to the problem of selection. Indiana University Publications in Anthropology and Linguistics: Memoir 14.
- Voegelin, Carl F.; Florence M. Voegelin. 1959. Guide to transcribing unwritten languages in field work. Anthropological Linguistics 1:1-28.
- Voegelin, Carl F.; Florence M. Voegelin, and Kenneth Hale. 1962. Typological and Comparative Grammar of Uto-Aztecan; I, Phonology. IJAL Memoir no. 17.
- Voegelin, Carl F.; Florence M. Voegelin. 1962. Typological and comparative grammar of Uto-Aztecan. IJAL 28(1):210-213.
- Voegelin, Carl F.; Florence M. Voegelin. 1967. Passive transformations form non-transitive bases in Hopi. IJAL 33:276-281.
- Voegelin, Carl F.; Florence M. Voegelin. 1977. Classification and index of the world's languages. (Foundations of Linguistics series). New York: Elsevier.